# TacoTime
Taco Time (estilizado como TacoTime) é uma cadeia americana de restaurantes de fast food especializada em culinária Tex-Mex. A cadeia tem mais de 226 locais nos Estados Unidos e 74 locais no oeste do Canadá. Foi fundada em Eugene, Oregon, em 1960 por Ron Fraedrick.

## História
A cadeia foi fundada em Eugene por Ron Fraedrick (1928-2015), que abriu o primeiro restaurante perto da sua alma mater, a Universidade de Oregon, na 13th Avenue e High Street, em janeiro de 1960.
Em 1962, a primeira franquia Taco Time abriu em White Center, Washington. Na década de 1970, a empresa expandiu-se para 48 restaurantes em sete estados do Oeste. Em 1978, a empresa franquia o seu primeiro restaurante internacional em Lethbridge, Alberta, Canadá.
Em 1979, a Taco Time Northwest tornou-se um licenciado com o direito de franquear e operar o conceito Taco Time de forma independente. A região operacional da Taco Time Northwest inclui o western Washington, de Longview até a fronteira Canadá-Estados Unidos, e as cidades de Wenatchee e Moses Lake, no leste de Washington.
Em 1984, a comida de um estabelecimento em The Dalles foi alegadamente envenenada por membros do movimento Rajneesh num ataque de bioterrorismo.
Desde então, a Taco Time expandiu-se, possuindo atualmente mais de 300 franquias nos Estados Unidos, Canadá, Kuwait e Antilhas Holandesas (Curaçau). Durante a década de 1990, havia também vários locais na Grécia.
Em 2003, a empresa foi comprada pela Kahala Brands de Scottsdale, Arizona.